# Brian Vahaly
Brian Vahaly (Camden, 19 luglio 1979) è un ex tennista statunitense.
I suoi migliori ranking ATP sono stati il 64º posto in singolare nel marzo 2003 e il 94º in doppio nel settembre dello stesso anno. È stato attivo in prevalenza nel circuito Challenger, nel quale ha vinto 5 tornei in singolare e 3 in doppio. Ha giocato diversi tornei anche nel circuito maggiore raggiungendo i quarti di finale all'Indian Wells Open 2003 – torneo in cui sconfisse il nº 3 del mondo Juan Carlos Ferrero – e la semifinale all'ATP International Series Gold di Memphis 2003.

## Carriera

### Juniores e nei campionati dei College
Tra il 1996 e il 1997 vince alcuni tornei del circuito juniores ITF e ottiene altri buoni risultati, tra cui spiccano i quarti di finale raggiunti nel singolare ragazzi del Torneo di Wimbledon 1993; il suo miglior ranking tra gli juniores è il 17º posto nella classifica mondiale ITF. Si iscrive quindi all'Università della Virginia e con la squadra del College si mette in luce anche nei campionati della NCAA. Tra il 1999 e il 2001 viene inserito tre volte tra gli All-American e nel 2001 raggiunge la finale in singolare e la semifinale in doppio nel campionato NCAA, diventando il tennista di maggiore successo nella storia dell'ateneo. Finisce la sua ultima stagione al 1º posto in doppio e al 5º  in singolare nella graduatoria nazionale dei College. Si laurea nel 2001 con due major in finance e business management.

### Da professionista
Fa la sua prima apparizione tra i professionisti nel 1997 e nei primi anni gioca saltuariamente nei periodi estivi senza conseguire risultati di rilievo. Inizia a giocare con continuità nell'estate del 2001 e in luglio vince il primo titolo nel torneo di singolare dell'ITF Futures USA F17A. Ad agosto vince il suo primo incontro in un torneo Challenger a Binghamton e in ottobre sconfigge per la prima volta un top 100 del ranking ATP al Kerrville Challenger, il nº 97 Chris Woodruff. Nel corso della stagione vince altri tre titoli ITF e chiude il 2001 alla 343ª posizione del ranking.
Nel 2002 gioca con maggiore continuità nel circuito Challenger e a marzo vince il primo titolo di categoria nel torneo neozelandese di Hamilton, risultato che gli consente di entrare per la prima volta nella top 200 del ranking. Quello stesso anno vincerà anche i Challenger in singolare di Tallahassee e Aptos. In aprile fa il suo esordio nel circuito maggiore al torneo di doppio di Houston, vince il primo incontro e viene eliminato al secondo. Il debutto in singolare avviene al torneo di Wimbledon, entra nel tabellone principale come lucky loser e viene eliminato al primo turno. Al successivo torneo di Newport vince contro Dick Norman il suo primo incontro in singolare nel circuito ATP ed esce di scena al secondo turno per mano di Michael Llodra. Nel prosieguo della stagione gioca altri cinque tornei del circuito maggiore, si spinge fino al terzo turno solo a Washington e viene eliminato al primo turno agli US Open. A ottobre entra per la prima volta nella top 100, al 97º posto.
La parte iniziale del 2003 è il periodo migliore della sua carriera, ottiene il primo risultato importante all'esordio stagionale raggiungendo per la prima volta i quarti di finale in un torneo ATP ad Adelaide. In febbraio disputa a Memphis la sua unica semifinale ATP in singolare e viene eliminato dal nº 6 del mondo Andy Roddick. Il mese dopo si spinge fino al quarto turno all'Indian Wells Open e viene sconfitto da Vincent Spadea dopo le prestigiose vittorie contro gli ex numeri 1 del mondo Fernando Gonzalez e Juan Carlos Ferrero e contro Tommy Robredo. Questi successi gli valgono la 64ª posizione mondiale, che rimarrà il suo best ranking in carriera. Al primo turno del Roland Garros strappa un set al nº 1 mondiale Lleyton Hewitt e a Wimbledon vince il suo unico incontro in una prova dello Slam battendo Filippo Volandri. Si mette in luce anche in doppio disputando in stagione tre semifinali ad Halle, Newport e Washington, dove in coppia con Andy Roddick sconfigge a sorpresa al primo turno i fratelli Bob e Mike Bryan; a settembre raggiunge il suo best ranking in doppio della carriera al 94º posto. Nella seconda parte della stagione raggiunge il terzo turno in singolare solo a Washington.
Il calo di rendimento evidenziato in singolare durante la stagione precedente si accentua nel 2004 e nei primi 10 tornei dell'anno subisce solo sconfitte; a febbraio esce dalla top 100 e ad aprile dalla top 200. Nei tornei di doppio di quello stesso periodo vince il Waikoloa USTA Challenger e raggiunge due volte i quarti nel circuito ATP, risultati che non sono sufficienti per evitare l'uscita dalla top 100 in marzo. La classifica deficitaria lo costringe a ripiegare sui tornei Challenger, a ottobre vince il torneo di doppio e raggiunge la finale in singolare a College Station, che saranno i migliori risultati di fine stagione.
Nel 2005 disputa due tornei ATP in singolare e vince solo un incontro a Delrai Beach. Riesce però a recuperare posizioni nel ranking con buoni risultati nei Challenger, tra i quali i titoli vinti in singolare a Tallahassee e Calabasas e in doppio a New York. Nel febbraio 2006 disputa il suo ultimo torneo ATP a Las Vegas, supera al primo turno Sam Querrey e al secondo turno viene eliminato da James Blake. Vince in stagione pochi altri incontri nel circuito Challenger e disputa l'ultimo incontro in carriera alle qualificazioni degli US Open 2006, perso contro Juan Martín del Potro. Un infortunio alla spalla lo costringe quindi a sottoporsi nell'arco di 18 mesi a tre interventi chirurgici che non danno gli esiti sperati. Annuncia il ritiro dall'agonismo quando i medici gli comunicano che è necessaria una nuova impegnativa operazione i cui tempi di recupero sono lunghi.

## Statistiche

### Tornei minori

#### Singolare

##### Vittorie (10)
| Legenda tornei minori |
| Challenger (5)        |
| Futures (5)           |

| N. | Anno            | Torneo                                        | Superficie | Avversario in finale | Punteggio     |
| 1. | 31 marzo 2002   | Hamilton Challenger, Hamilton                 | Cemento    | Louis Vosloo         | 6-2, 5-7, 6-4 |
| 2. | 9 giugno 2002   | Tallahassee Tennis Challenger, Tallahassee    | Cemento    | Justin Gimelstob     | 7–6(5), 6-4   |
| 3. | 21 luglio 2002  | Aptos Challenger, Aptos                       | Cemento    | Noam Behr            | 2-6, 6-3, 6-2 |
| 4. | 10 aprile 2005  | Tallahassee Tennis Challenger, Tallahassee    | Cemento    | Justin Gimelstob     | 6-4, 6-0      |
| 5. | 23 ottobre 2005 | Calabasas Pro Tennis Championships, Calabasas | Cemento    | Denis Gremelmayr     | 3-6, 6-2, 6-2 |

#### Doppio

##### Vittorie (3)
| Legenda tornei minori |
| Challenger (3)        |
| Futures (0)           |

| N. | Anno             | Torneo                                      | Superficie | Compagno        | Avversari in finale            | Punteggio     |
| 1. | 29 febbraio 2004 | Waikoloa USTA Challenger, Waikoloa          | Cemento    | Scott Humphries | Brandon Coupe Travis Parrott   | 6-3, 7–6(3)   |
| 2. | 2 ottobre 2004   | College Station Challenger, College Station | Cemento    | Paul Goldstein  | André Sá Bruno Soares          | 7-5, 2-6, 6-4 |
| 3. | 20 agosto 2005   | Bronx Tennis Classic, New York              | Cemento    | Cecil Mamiit    | Julien Benneteau Nicolas Mahut | 6-4, 6-4      |